# Tjurtjchela
Tjurtjchela (georgiska: ჩურჩხელა, ryska: чурчхела; Tjurtjchela, turkiska: Cevizli sucuk, azerbajdzjanska: Qozlu sucuk) är en traditionell, korvformad, sötsak som har sitt ursprung i Kaukasus, i huvudsak Georgien, men den är även populär i Ryssland och Turkiet. 
Tjurtjchela tillverkas på valnötter, hasselnötter, mandel och russin, som fästs på en sträng. De doppas sedan i tjock vit druvsaft (metoden påminner om ljusstöpning), och torkas sedan till en korvliknande form.
Andra variationer på Tjurtjchela tillverkas, utöver i Ryssland och Turkiet, även i Armenien och Azerbajdzjan

## Galleri

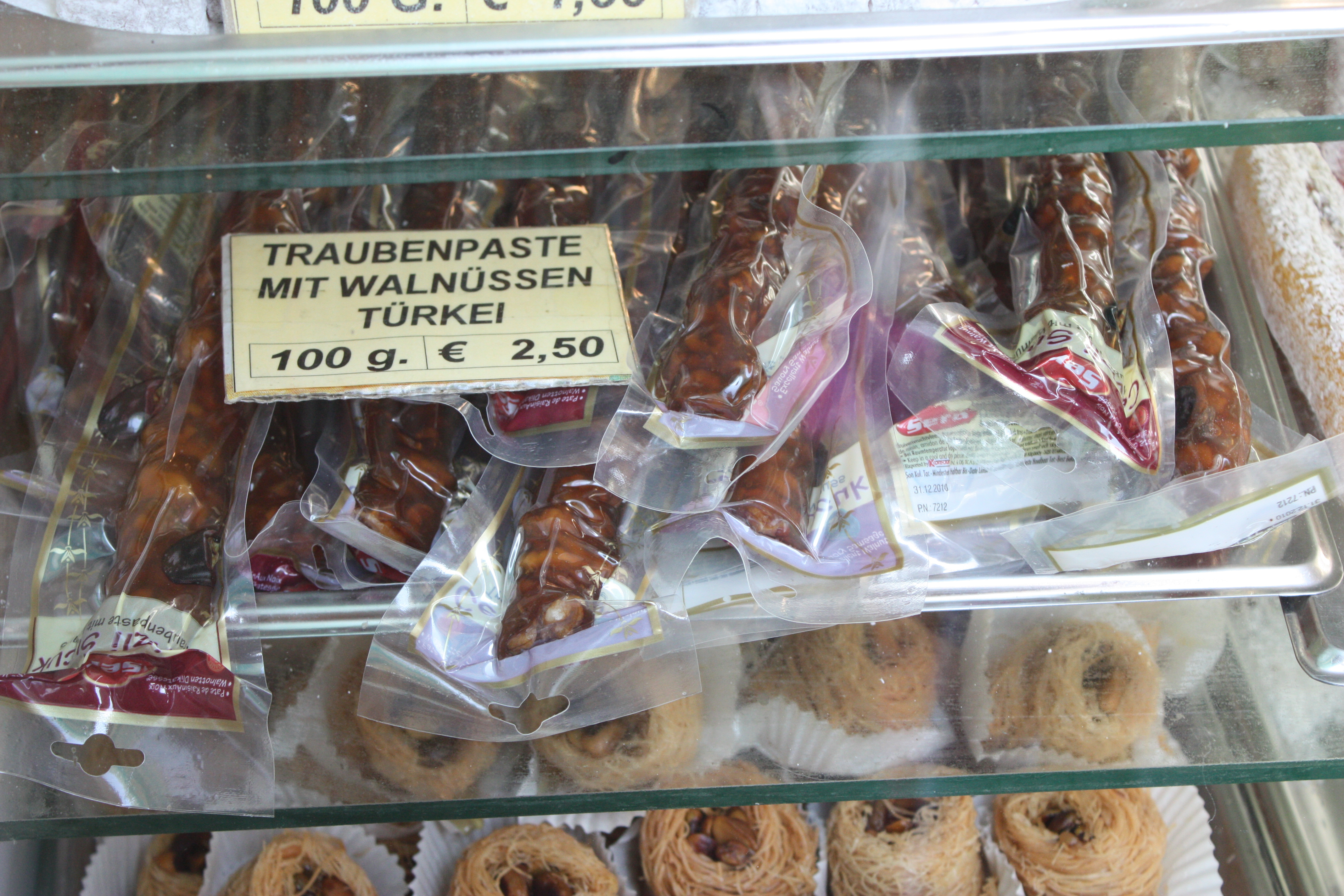
Turkisk variant av Tjurtjchela
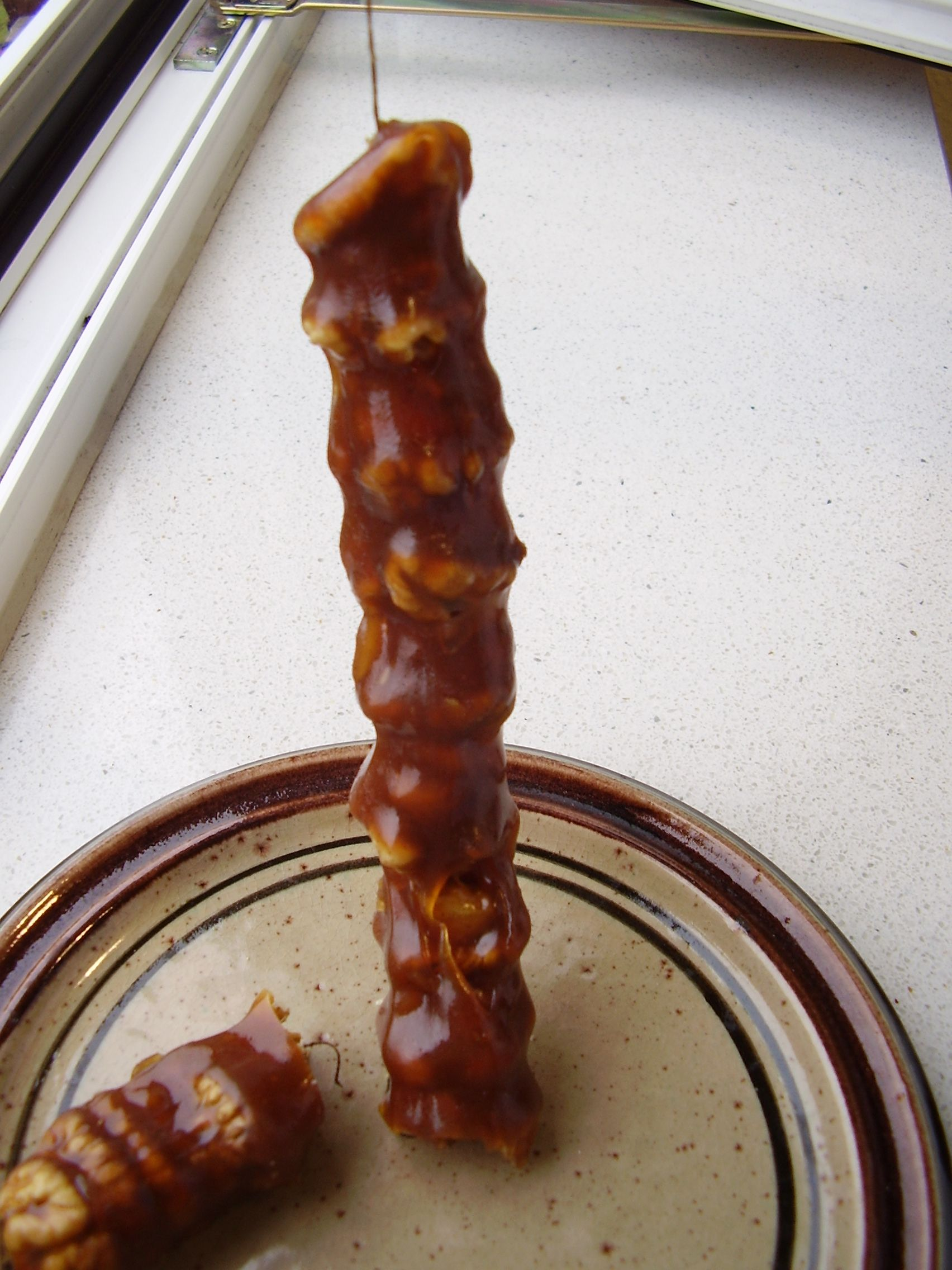
Armenisk variant av Tjurtjchela
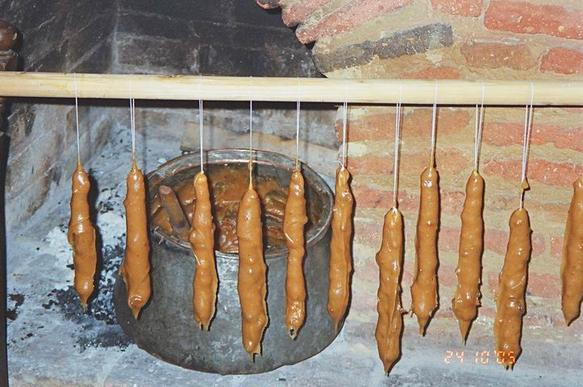
Tjurtjchela på torkning efter att de doppats i druvsaft
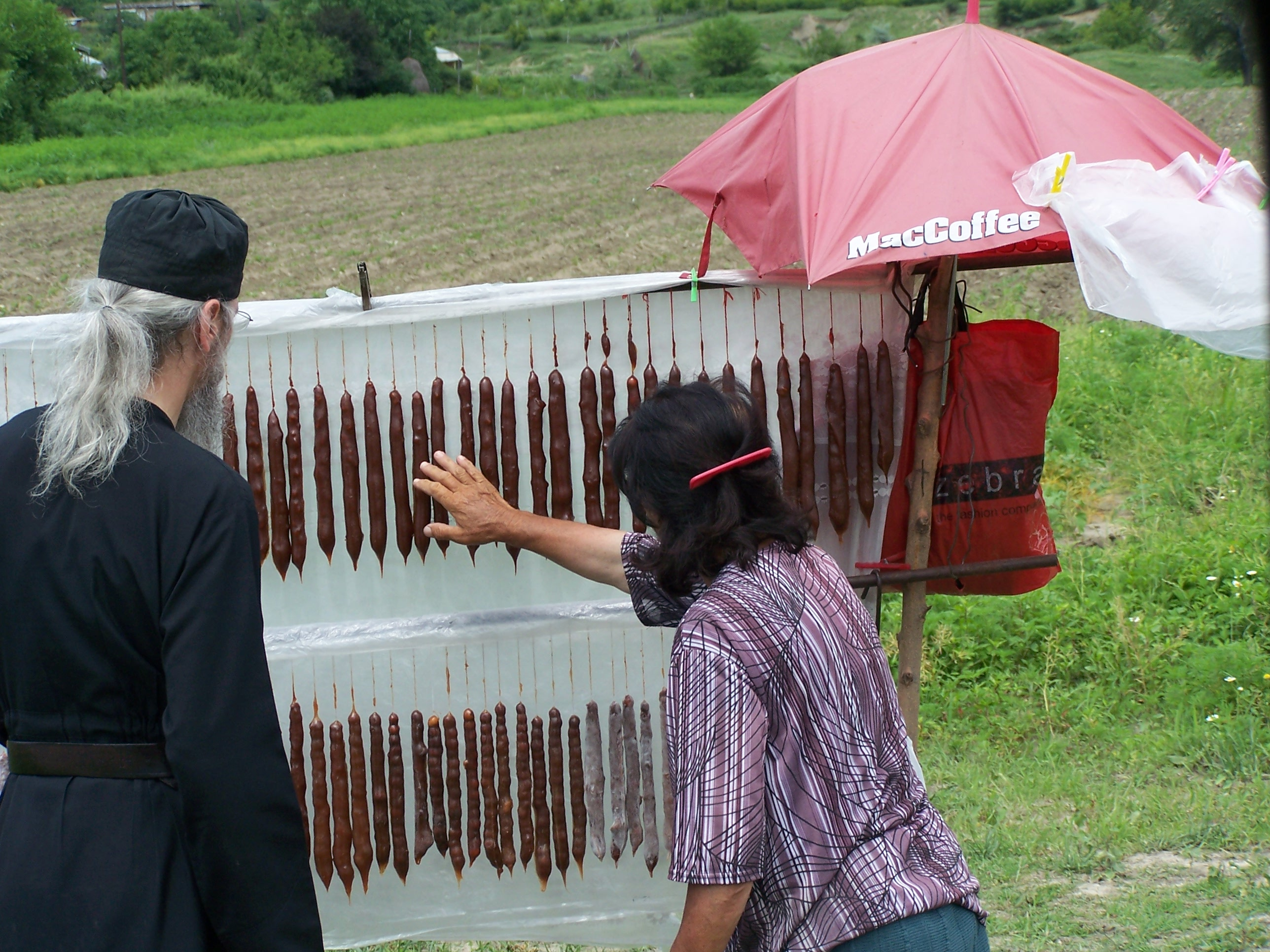
Georgisk Tjurtjchela vid en gatumarknad